# جوزف نهل
جوزف نهل (انگلیسی: Josef Nehl؛ زادهٔ ۱۳ ژوئن ۱۹۶۱) بازیکن فوتبال اهل آلمان است.
از باشگاه‌هایی که در آن بازی کرده‌است می‌توان به باشگاه فوتبال بایر ۰۴ لورکوزن و باشگاه فوتبال بوخوم اشاره کرد.